# Styloniscus katakurai
Styloniscus katakurai is een pissebed uit de familie Styloniscidae. De wetenschappelijke naam van de soort is voor het eerst geldig gepubliceerd in 2007 door Nunomura.